# Liste des canaux de Cannaregio

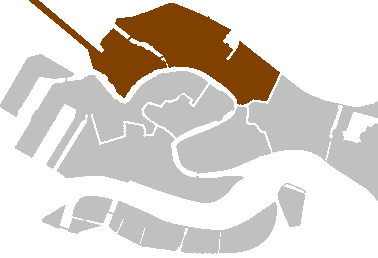
Localisation de Cannaregio à Venise.

Cet article recense les canaux de Cannaregio, sestiere de Venise en Italie.

## Généralités

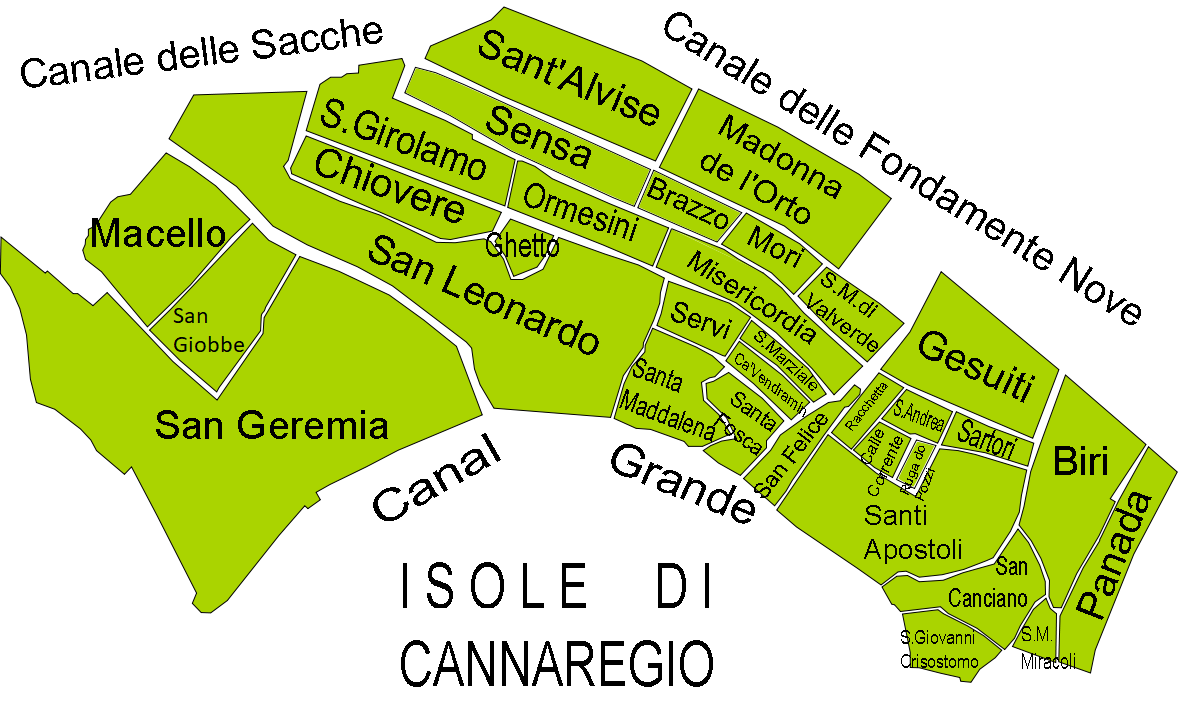
Carte des îles formant Cannaregio.

Comme les autres sestieri de Venise, Cannaregio est composé de plusieurs îles distinctes, séparées par des canaux. 
Situé dans le nord-ouest Venise, Cannaregio est limitrophe des sestieri suivants :
- Au sud-ouest et au sud : Santa Croce
- Au sud : San Polo
- Au sud-est : San Marco
- À l'est : Castello

Au nord et à l'ouest, le sestiere donne sur la lagune de Venise.

## Canaux

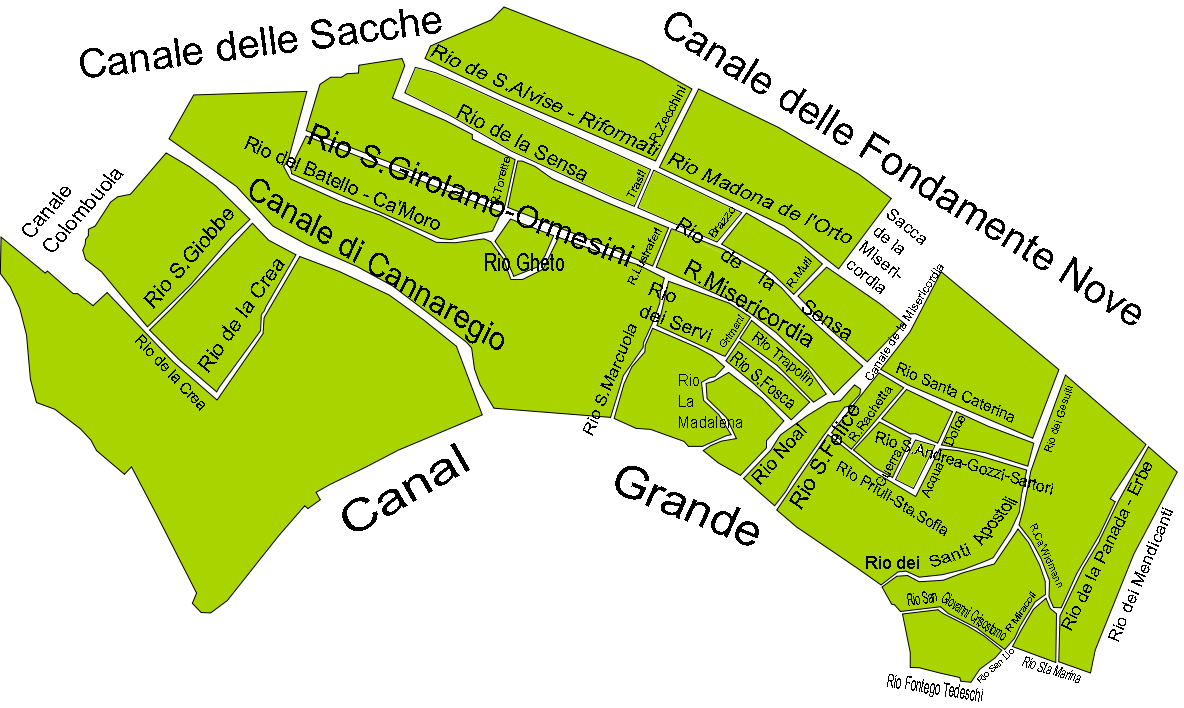
Carte des canaux de Cannaregio.

### Canaux limitrophes
En partant du nord et dans le sens des aiguilles d'une montre, Cannaregio est délimité par les canaux suivants :
- Chenals Sur la lagune de Venise :
  - Canale Columbuola (ou canale del Tronchetto)
  - Canale delle Sacche
  - Canale delle Fondamente Nove

- Limite avec Castello :
  - Rio dei Mendicanti (ou rio de San Zanipolo)
  - Rio de Santa Marina
  - Rio de San Lio

- Limite avec San Marco :
  - Rio del Fontego dei Tedeschi

- Grand Canal : forme la limite du sestiere au sud et le sépare de Cannaregio et de San Polo et Santa Croce.

### Canaux donnant sur le Grand Canal
Les canaux suivants débouchent sur le Grand Canal :
- Rio de San Giovanni Crisostomo (ou Grisostomo)
- Rio dei Santi Apostoli
- rio de San Felice
- rio de Noal
- rio de la Madalena
- rio de San Marcuola
- Canal de Cannaregio, sur lequel donnent:
  - Rio de San Giobbe
  - Rio de la Crea

### Canaux à l'ouest du canal de la Misericorde
Les canaux suivants sont situés à l'ouest du canal de la Misericorde :
- Canaux orientés est/ouest et donnant sur le canale delle Sacche (et la lagune) :
  - 1er ligne de canaux :
    - Rio de la Madona de l'Orto
    - Rio de Sant'Alvise (ou rio dei Riformati)

  - 2e ligne de canaux :
    - Rio de la Sensa

  - 3e ligne de canaux :
    - Rio de la Misericordia
    - Rio de San Girolamo (ou rio dei Ormesini)

  - 4e ligne de canaux :
    - Rio de Santa Fosca
    - Rio del Trapolin
    - Rio del Gheto
    - Rio del Battello (ou rio de Ca'Moro)

- Canaux transversaux nord-sud:
  - Rio dei Trasti
  - Rio dei Lustraferri
  - Rio Brazzo
  - Rio degli Zecchini
  - Rio dei Muti
  - Rio de le Torete
  - Rio dei Servi
  - Rio del Grimani (ou rio Moro ou riello dei Servi)

### Canaux à l'est du canal de la Misericorde
Les canaux suivants sont situés à l'est du canal de la Misericorde :
- Canaux est-ouest:
  - Rio de Santa Caterina
  - Rio de Sant'Andrea (ou rio dei Sartori)
  - Rio del Gozzi
  - Rio de Santa Sofia (ou rio Priuli)
  - Rio de Ca'Widmann (ou Rio de San Canzian (San Canciano))
- Canaux nord-sud:
  - Rio de la Racheta
  - Rio de la Guerra (ou Riello de Santa Sofia)
  - Rio de l'Acqua Dolce
  - Rio dei Gesuiti
  - Rio de la Panada (ou rio de le Erbe)
  - Rio dei Miracoli
  - Rio terà Barba Frutariol (asséché)